# Aploneura lentisci
El pugó del llentiscle (Aploneura lentisci) és una espècie d'hemípter esternorrincs de la família Aphididae que fa que es formin agalles en les fulles del llentiscle (Pisctacia lentiscus). És l'únic àfid que forma agalles en el llentiscle i el llentiscle és el seu únic hoste. Està distribuït per tota la zona on creixen els llentiscles (des de les Illes Canàries a l'Iran).
Aquest insecte té un holocicle típic que alterna la seva vida en les fulles del llentiscle amb la de les arrels d'altres plantes hoste secundàries que són principalment poàcies.